# NGC 3033
NGC 3033 (другие обозначения — OCL 796, ESO 167-SC6) — рассеянное скопление в созвездии Паруса.
Этот объект входит в число перечисленных в оригинальной редакции «Нового общего каталога».
Скопление, вероятно, не содержит красных гигантов.